# Illums Bolighus
Illums Bolighus is een Deense warenhuisketen met filialen in Scandinavië en Duitsland. Het concern bezit sinds 1997 het predicaat Kongelig Hofleverandør (koninklijk hofleverancier).

## Geschiedenis
Het werd onder de naam BO ("Woon") in 1925 opgericht door de Deense zakenman Kaj Dessau (1897-1987). Het filiaal op Amagertorv, onderdeel van de belangrijkste Kopenhaagse winkelstraat Strøget, werd geopend in 1928. Het concept van woonwarenhuis BO was destijds uniek: textiel en meubels werden te koop aangeboden in combinatie met kunst, waarvoor samengewerkt werd met de Zweedse kunstenares en zakenvrouw Brita Drewsen (1887–1983).
Dessau bleef als eigenaar-directeur aan tot 1941. In dat jaar werd het bedrijf overgenomen door de families Berg en Trock-Jansen en Svend Illum, de zoon van Anton Carl Illum (1863-1938), de oprichter van het warenhuis Illum. De naam werd toen gewijzigd in Illums Bolighus A/S.
In 1985 werd Illums Bolighus overgenomen door Royal Copenhagen, waarvan de Carlsberg Group grootaandeelhouder was. Sindsdien heeft het bedrijf geen band meer met het warenhuis Illum. Het is sinds de verkoop in 2005 door Royal Scandinavia (sinds 1997 eigenaar van Royal Copenhagen) in handen van een investeringsgroep onder leiding van de CEO, Henrik Ypkendanz, die zelf 50 % van de aandelen bezit.

## Expansie

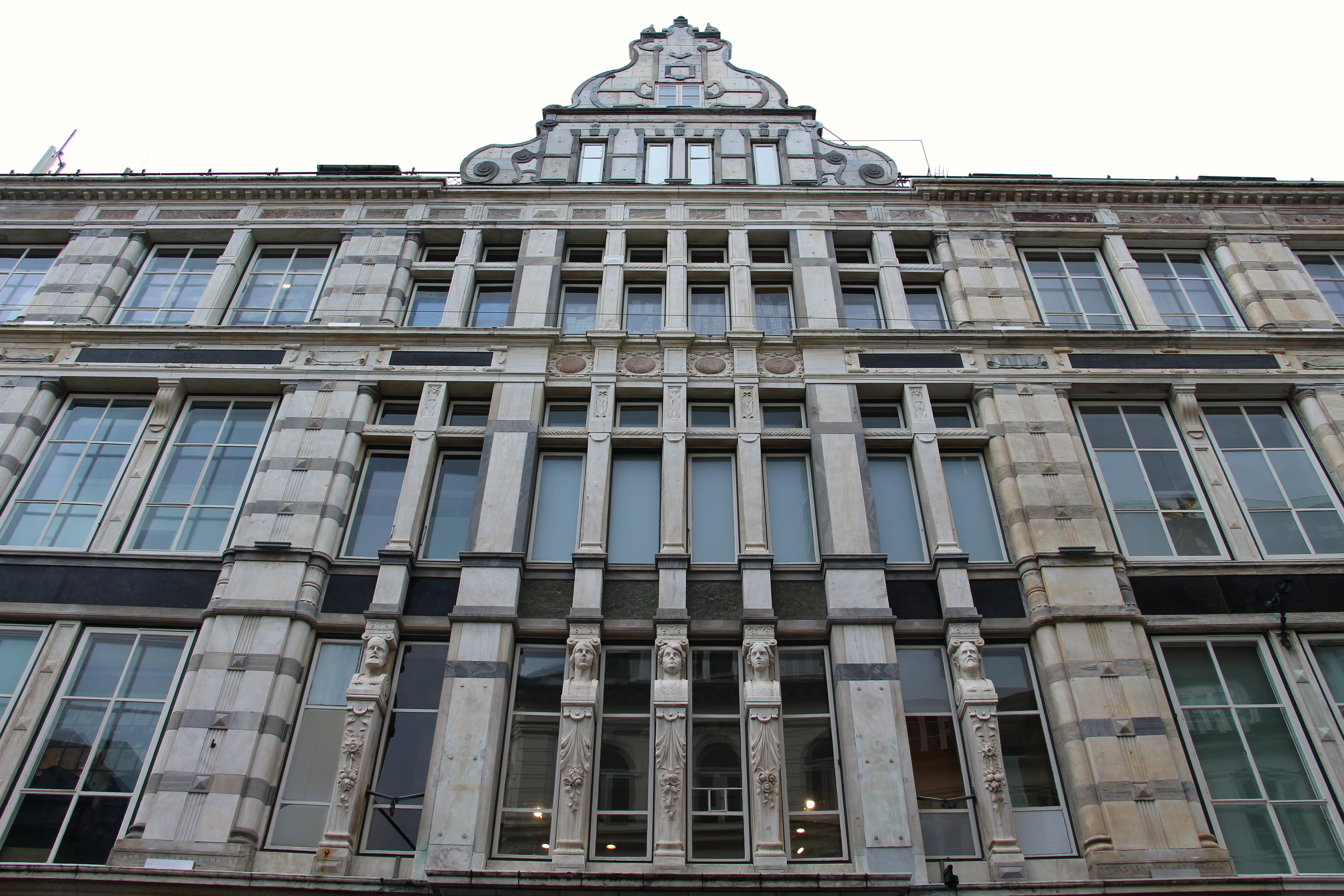
De façade van de hoofdvestiging aan Strøget.

De hoofdvestiging in het centrum van Kopenhagen is in 1961 ontworpen door de architect Kay Kørbing. Behalve de winkel op Amagertorv heeft Illums Bolighus ook winkels op de Internationale luchthaven Kopenhagen Kastrup (twee) en verder in Tivoli, het winkelcentrum Field's in Ørestad, Kongens Lyngby en Hørsholm. In Aarhus staat sinds 2008 een franchisefiliaal.
In het najaar van 2006 werd de eerste buitenlandse vestiging geopend in Oslo, in 2010 gevolgd door een filiaal in Hamngatan in het centrum van Stockholm, in 2012 in het winkelcentrum Emporia in Malmö en in 2016 aan de Neuer Wall in Hamburg. Illums Bolighus heeft ook een webwinkel.